# Баласарасвати
Танджавур Баласарасвати (там. தஞ்சாவூர் பாலசரஸ்வதி; 13 мая 1918 — 9 февраля 1984) — легендарная исполнительница индийского танца бхаратнатьям, потомственная девадаси Танджавура (штат Тамилнад), ученица К. Кандаппана Пиллаи. Была известна как великолепная исполнительница танца в разных частях Индии и за рубежом. Благодаря её вкладу стиль бхаратнатьям стал известен во многих уголках мира.
В 1957 году была награждена «Падма бхушан», а в 1977 году — «Падма вибхушан», одними из высочайших государственных наград Индии. В 1981 году была удостоена звания Сангита Каласикхамани от индийского общества прекрасных искусств (Ченнаи).

## Детство и обучение искусствам
Баласарасвати была представительницей седьмого поколения исполнителей традиционных танца и музыки (девадаси).
Её предок Папаммал (Papammal) был музыкантом и танцором при дворе Танджавура в середине XVIII века. Её бабушка Вина Дханаммал (1867—1938) — одна из самых влиятельных индийских музыкантов начала XX века. Её мать, Джаяммал (1890—1967) была певицей, она поощряла обучение Баласарасвати искусствам и аккомпанировала при обучении.
Баласарасвати изучала музыку в семье с самого раннего детства. Обучение началось, когда ей было четыре года под руководством выдающегося преподавателя танца К. Кандаппана Пиллаи, члена знаменитой семьи Тханджавур Наттуванар.
Её младшими братьями были музыканты Т. Ранганатхан и Т. Вишванатан, оба ставшие видными исполнителями и преподавателями в Индии и США. Её дочь, Лакшми Найт (1943—2001), стала выдающимся исполнителем в стиле её матери. Её внук Анируддха Найт продолжает танцевать в семейном стиле сегодня и является художественным руководителем Ассоциации музыки и танца Бала в Соединенных Штатах и Школы танца Баласарасвати в Индии. Её зять Дуглас М. Найт-младший написал её биографию «Balasaraswati: Her Art & Life» при поддержке стипендии Гуггенхайма (2003). Известный индийский кинорежиссёр Сатьяджит Рай сделал документальный фильм, основанный на её работах.

## Карьера
Сценический дебют, арангетрам, Баласарасвати состоялся в 1925 году.
Она стала первой исполнительницей классического индийского танца, выступившем за пределами Южной Индии, дав выступление в 1934 году в Калькутте.
Будучи подростком она была замечена хореографом Удаем Шанкаром, который стал ярым промоутером её выступлений. И в течение 1930-х годов она захватывала воображение зрителей по всей Индии.
Она продолжила исполнительскую карьеру, которая привлекла международное критическое внимание и заработала уважение великих танцоров, таких как Шамбху Махарадж, Марго Фонтейн, Марта Грэм и Мерс Каннингем.
Интерес к бхаратанатьям возрос в 1950-х годах, когда публика заинтересовалась продвижением уникальной индийской формы искусства. При поддержке Музыкальной академии в Мадрасе Баласарасвати основала школу танцев.
В начале 1960-х годов она все чаще путешествовала по миру, с выступлениями в Восточной Азии, Европе и Северной Америке. Позже в то десятилетие, в течение 1970-х и в начале 1980-х годов, она неоднократно посещала Соединенные Штаты как преподаватель и как исполнитель. В том числе она выступала в Уэслианском университете (Миддлтон, Коннектикут), Калифорнийском институте искусств (Валенсия) Колледж Миллса (Окленд, Калифорния), Вашингтонском университете (Сиэтл), на Фестивале танцев Jacob's Pillow (Беккет, Массачусетс). Благодаря своим международным выступлениям, а также её деятельности в Индии, особенно в Мадрасе, Баласарасвати не только познакомила широкую аудиторию с традиционным стилем бхаратанатьям, но и обучала многих новых исполнителей.

## Признание
Она получила многочисленные награды в Индии, в том числе премию президента от Академии Сангит Натак (1955), Падма Вибхушан от правительства Индии за вклад в области искусства (1977 год) и Сангита Каланидхи от Музыкальной академии Мадраса, высшую награду Южной Индии для музыкантов (1973).
В обзоре в 1977 году танцевальный критик The New York Times Анна Киссельгофф описала её как одного из «величайших исполнителей в мире».
India Today, одно из ведущих новостных изданий Индии, по результатам опроса граждан включили её в список 100 выдающихся индийцев, которые сформировали судьбу Индии.
Она была единственной незападной танцовщицей, включенной в сборник Ассоциации танцевального наследия (Dance Heritage Coalition), «Сокровища американского танца: топ 100» (2000).

## Баласарасвати о бхаратанатьям
Она не только превосходно владела техникой и своим телом, она была настоящим философом и поэтом. Её слова о Бхаратнатьям гениально точно отражает суть и особенность этого искусства.
Баласарасвати о стиле бхаратанатьям:

Величайшее благословение Бхаратанатьям — это его способность управлять умом. Большинство из нас не способны по-настоящему отрешиться в медитации, даже сохраняя бездействие. С другой стороны, в Бхаратанатьям нет бездействия, мы двигаемся, однако гармония движений становится причиной концентрации, которую мы пытаемся обрести. И бремя действия забывается в прекрасных чарах искусства.
Она говорила о жертвенности в искусстве танца:

Бхаратанатьям — это искусство, которое приносит тело в дар, в жертву, не признавая за ним самим высокой ценности… Танцор, который растворяет свое Я в ритме и музыке, делает свое тело инструментом переживаний и выражений духовного опыта.
Она всегда настаивала на принципе сохранения порядка традиционного исполнения:

Традиционное представление Бхаратнатьям — это комбинация разнообразных эстетических и психологических элементов, которая приносит полное удовольствие. Изменить эту последовательность, потому что она считается „скучной“ — значит разрушить целостность эстетического наслаждения.

## В массовой культуре
Бенгальский режиссёр Сатьяджит Рай снял документальный фильм о Баласарасвати — «Бала» (1976).